# 福和伸夫
福和 伸夫（ふくわ のぶお、1957年 - ） は、日本の建築学者、地震工学者、一級建築士。名古屋大学名誉教授。元日本地震工学会会長。

## 人物・経歴
愛知県名古屋市生まれ。愛知県立明和高等学校を経て、1979年名古屋大学工学部建築学科卒業。1981年名古屋大学大学院工学研究科建築学専攻博士課程前期課程修了、清水建設入社、原子力部。1982年一級建築士。1989年名古屋大学工学博士。1991年名古屋大学工学部建築学科助教授。1997年名古屋大学先端技術共同研究センター教授（環境・生命工学プロジェクト分野）。2001年名古屋大学大学院環境学研究科教授（都市環境学専攻 建築学系）。
2003年日本建築学会賞（論文）受賞。2007年科学技術分野の文部科学大臣表彰科学技術賞（理解増進部門）受賞、グッドデザイン賞新領域デザイン部門受賞。2008年日本建築学会教育賞（教育貢献）受賞、地域安全学会技術賞受賞。2009年名古屋大学大学院環境学研究科副研究科長。同年日本災害情報学会廣井賞（社会的功績分野）受賞。
2012年名古屋大学減災連携研究センター長。2014年防災功労者防災担当大臣表彰。2015年免震構造協会普及賞。2016年日本免震構造協会技術賞受賞。2017年日本地震工学会会長。2019年防災功労者内閣総理大臣表彰、日本建築学会著作賞。2021年兵庫県功労者。2022年名古屋大学名誉教授、名古屋産業科学研究所上席研究員、名古屋大学減災連携研究センター特任教授、愛知工業大学地域防災研究センター客員教授、兵庫県立大学減災復興政策研究科客員教授、中部大学中部高等学術研究所客員教授、ガス保安功労者経済産業大臣表彰。

## 著書
- 『必ずくる震災で日本を終わらせないために。』時事通信出版局 2019年
- 『耐震工学 : 教養から基礎・応用へ』（飛田潤, 平井敬と共著）講談社 2019年